# 八幡町 (岐阜縣)
八幡町（はちまんちょう）是原本存在於岐阜縣郡上郡的町。2004年（平成16年）3月1日，由郡上郡的7個町村合併為郡上市，八幡町亦隨之廢止。
此地常常被稱為郡上八幡（ぐじょうはちまん）。自古以來作為郡上郡的政治、商業中心而繁榮，合併為郡上市之後，郡上市役所和岐阜縣的派遣機關也設置於八幡町。

## 地理

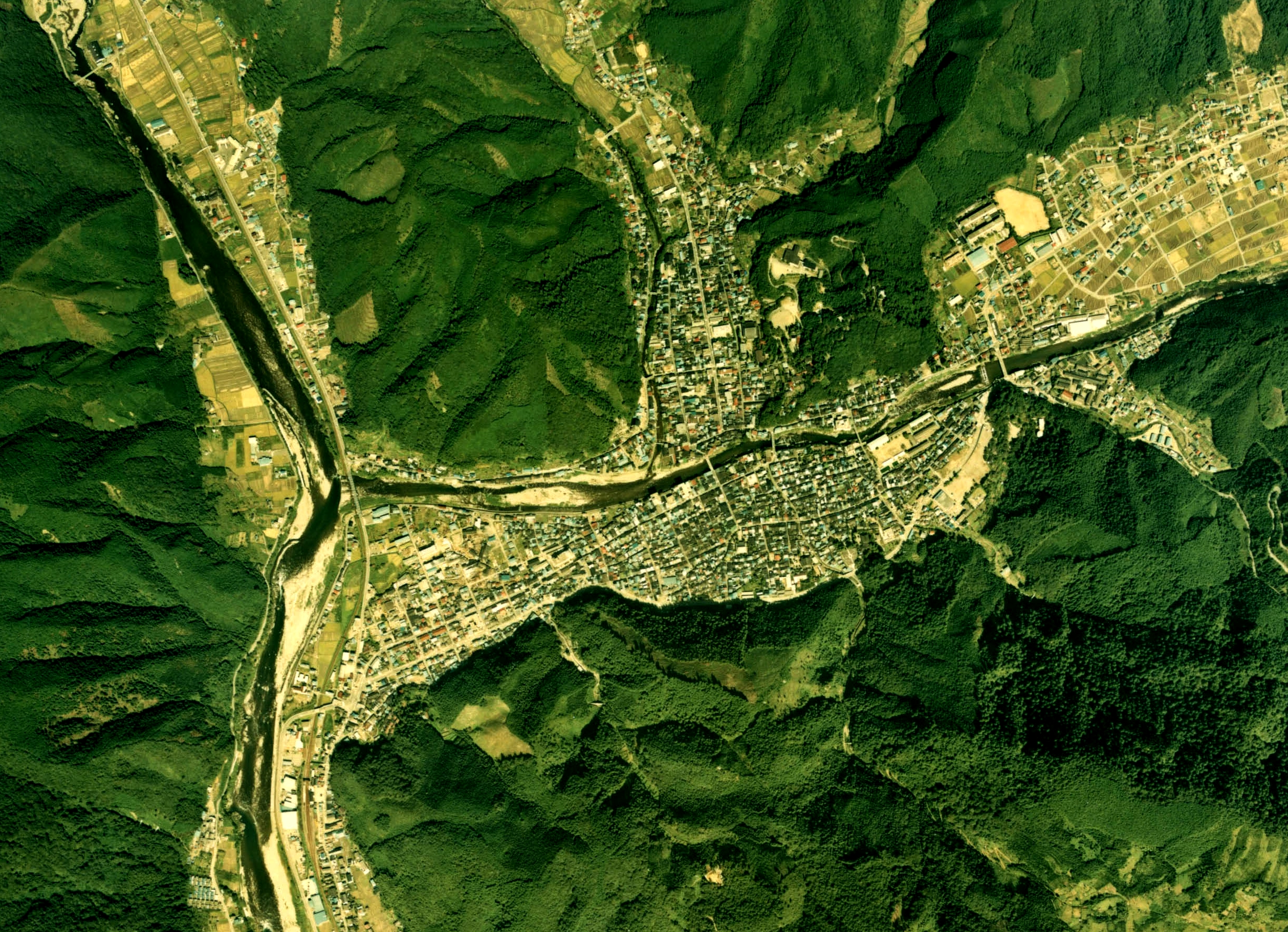
郡上八幡地區周邊的航空照片。1977年攝影。
。

八幡町位於飛驒高地南部。長良川由北向南貫流，地勢標高約200公尺，町的東西兩側山地也有支流匯入。聚落大多在長良川及支流沿岸地區，長良川與支流的吉田川匯流處即是市區。
町域的東南方突出部分屬於小那比川的流域。雖然也是屬於長良川水系，但合流點位於下游的關市，在八幡町內有分水嶺隔開。另外，鬼谷川及貢間川屬於木曾川水系。
- 山：高賀山（1,224m）、稚児山 (818m)、京塚山 (863m)
- 川：長良川、吉田川、小駄良川、那比川、亀尾島川、千虎川、小那比川、神奈良川、鬼谷川、貢間川

### 鄰接的自治體
- 大和町、美並村、明寶村、和良村(現郡上市)
- 金山町（現下呂市）
- 上之保村、洞戶村、板取村（現關市）

## 歷史

### 年表
- 江戶時代 - 近世的郡上八幡作為八幡藩（郡上藩）的城下町而繁榮。16世紀後半，遠藤盛数築八幡城。其後經過稻葉氏、遠藤氏、井上氏、金森氏、青山氏，最後廢藩置縣為郡上郡。
- 1889年（明治22年）7月1日 - 町村制施行，郡上郡八幡町（初代）建立。
- 1929年（昭和4年） - 鐵道省（國鐵）越美南線（現長良川鐵道越美南線）深戶站-郡上八幡站間開業。
- 1954年（昭和29年）12月15日 - 八幡町・川合村・口明方村・相生村・西和良村合併，八幡町（2代）建立。
- 1957年（昭和32年）4月1日 - 編入大和村的部分地區（有坂）。
- 2004年（平成16年）3月1日 - 八幡町、大和町、白鳥町、高鷲村、美並村、明宝村、和良村合併，建郡上市。同日廢止八幡町。市役所位於舊八幡町役場。

## 行政
議員人數12人。
町長
- 武藤互三
- 小森久二男（合併時的町長）

## 教育

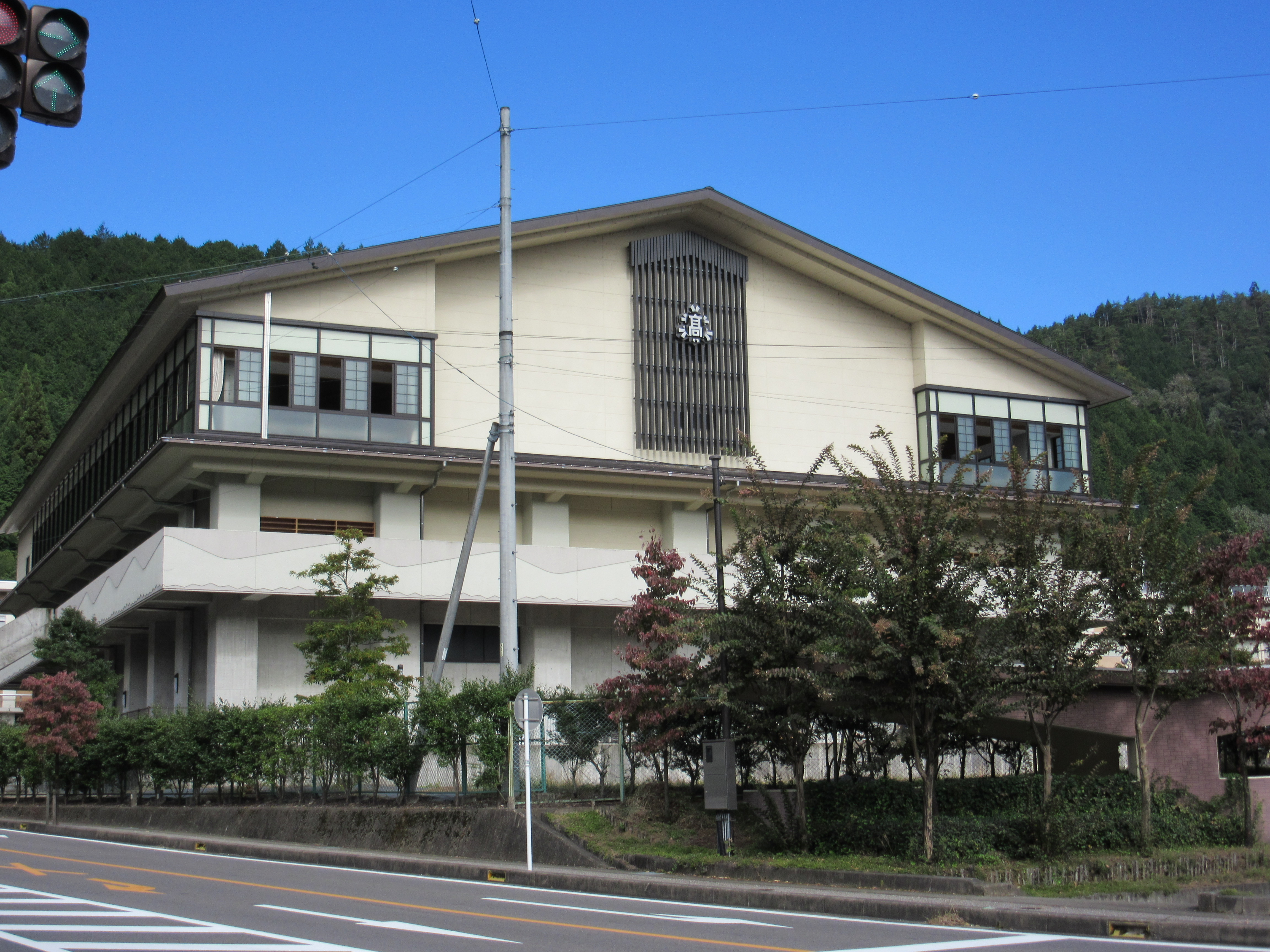
岐阜縣立郡上高等學校

### 高等學校
- 岐阜縣立郡上高等學校

### 中學
- 八幡町立八幡中學校
- 八幡町立八幡西中學校
- 八幡町立西和良中學校

### 小學
- 八幡町立八幡小學校
- 八幡町立川合小學校
- 八幡町立口明方小學校
- 八幡町立相生小學校
- 八幡町立相生第二小學校
- 八幡町立西和良小學校

### 廢校
- 八幡町立川合中學校（1958年廢校）
- 八幡町立口明方中學校（1974年廢校）
- 八幡町立相生中學校（1980年廢校）
- 八幡町立相生中學校相生分校（1959年廢校）
- 八幡町立相生第二中學校（1980年廢校）
- 八幡町立小那比中學校（1987年廢校）
- 八幡町立口明方小學校初納分校（1956年廢校）
- 八幡町立口明方小學校有穂分校（1960年廢校）
- 八幡町立西和良小學校入間分校（1963年廢校）
- 八幡町立西和良小學校洲河分校（1967年廢校）
- 八幡町立川合小學校河鹿分校（1968年廢校）
- 八幡町立相生小學校安久田分校（1970年廢校）
- 八幡町立相生小學校相生分校（1970年廢校）
- 八幡町立小那比小學校野々倉分校（1972年廢校）
- 八幡町立八幡第二小學校（1994年廢校）
- 八幡町立小那比小學校（2002年廢校）

## 經濟

### 產業
位於山間地區，20世紀後期在吉田川、長良川沿岸有許多工廠，工業一度盛行。農業有米、肉牛、花等。
- 產業人口
第1級產業就業者數 287
第2級產業就業者數 3,237
第3級產業就業者數 4,657

## 交通

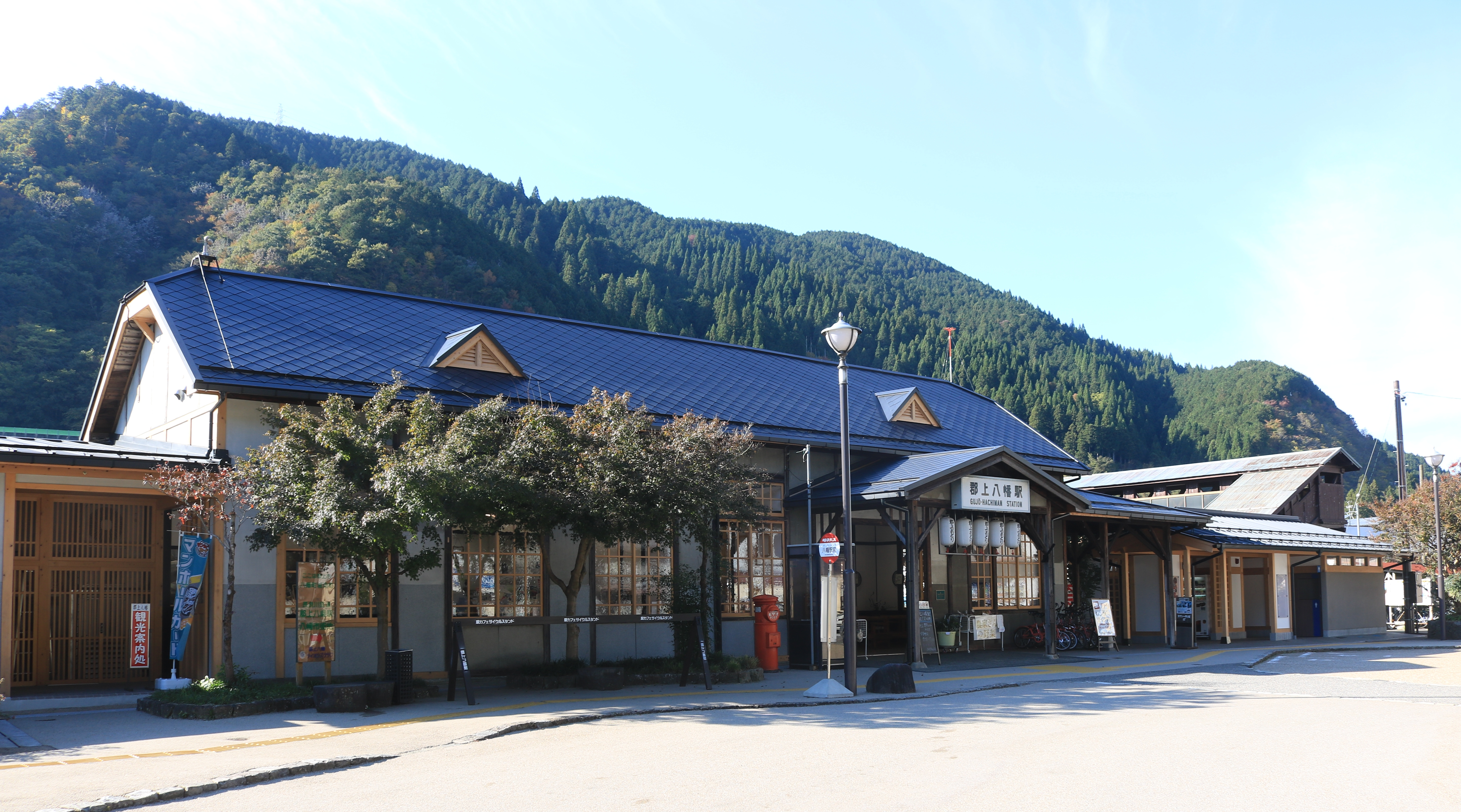
郡上八幡站

- 長良川鐵道越美南線 相生站（美濃相生站） - 郡上八幡站 - *自然園前站
  - 括弧內為舊站名。*印表合併（後）設置的新站

### 道路
位於山間道路交錯的位置，四周皆有國道通過，交通便利。東海北陸自動車道從南北通過，與國道156號路線相似。國道256號走東西向，東北方向則有國道472號通過。
高速道路
- 東海北陸自動車道
  - 郡上八幡IC

一般國道
- 國道156號
- 國道256號
- 國道472號

主要地方道
- 岐阜縣道61號大和美並線
- 岐阜縣道63號美濃加茂和良線
- 岐阜縣道82號白鳥明宝線

一般縣道
- 岐阜縣道315號白山内ヶ谷線
- 岐阜縣道319號寒水八幡線
- 岐阜縣道320號有穂中坪線
- 岐阜縣道323號鹿倉白山線
- 岐阜縣道327號八幡停車場線
- 岐阜縣道328號安久田吉野線

其他
- 新町通り
- 橋本町通り
- 本町通り
- やなか水のこみち

## 知名景點、活動

### 郡上踴
郡上踴已有400多年歷史，每年從7月中旬到9月上旬，共持續30多個夜晚，並且在盂蘭盆期間4夜（8月13－16日）通宵演出。一般演員與觀眾之間不存在區別，數千到數萬人的本地人、觀眾及旅客在江戶時代以來城下的古鎮小巷，還是神社境內一起跳舞。舞蹈不需要專門的服裝，但不少人穿浴衣和木屐，旅客可以在服裝店租借浴衣及購買木屐。屬於日本三大盆踴之一。

### 水之町

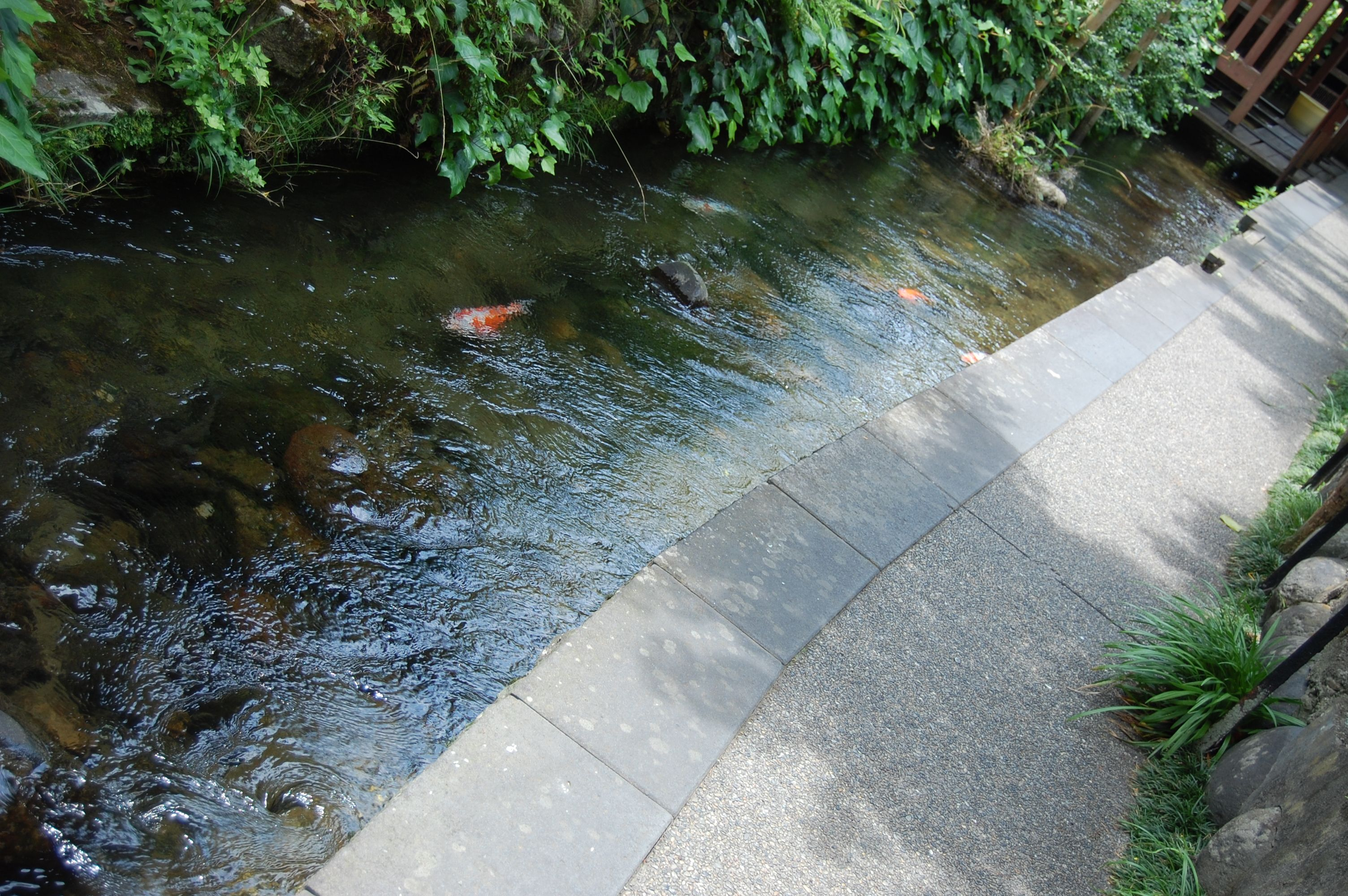
いがわこみち

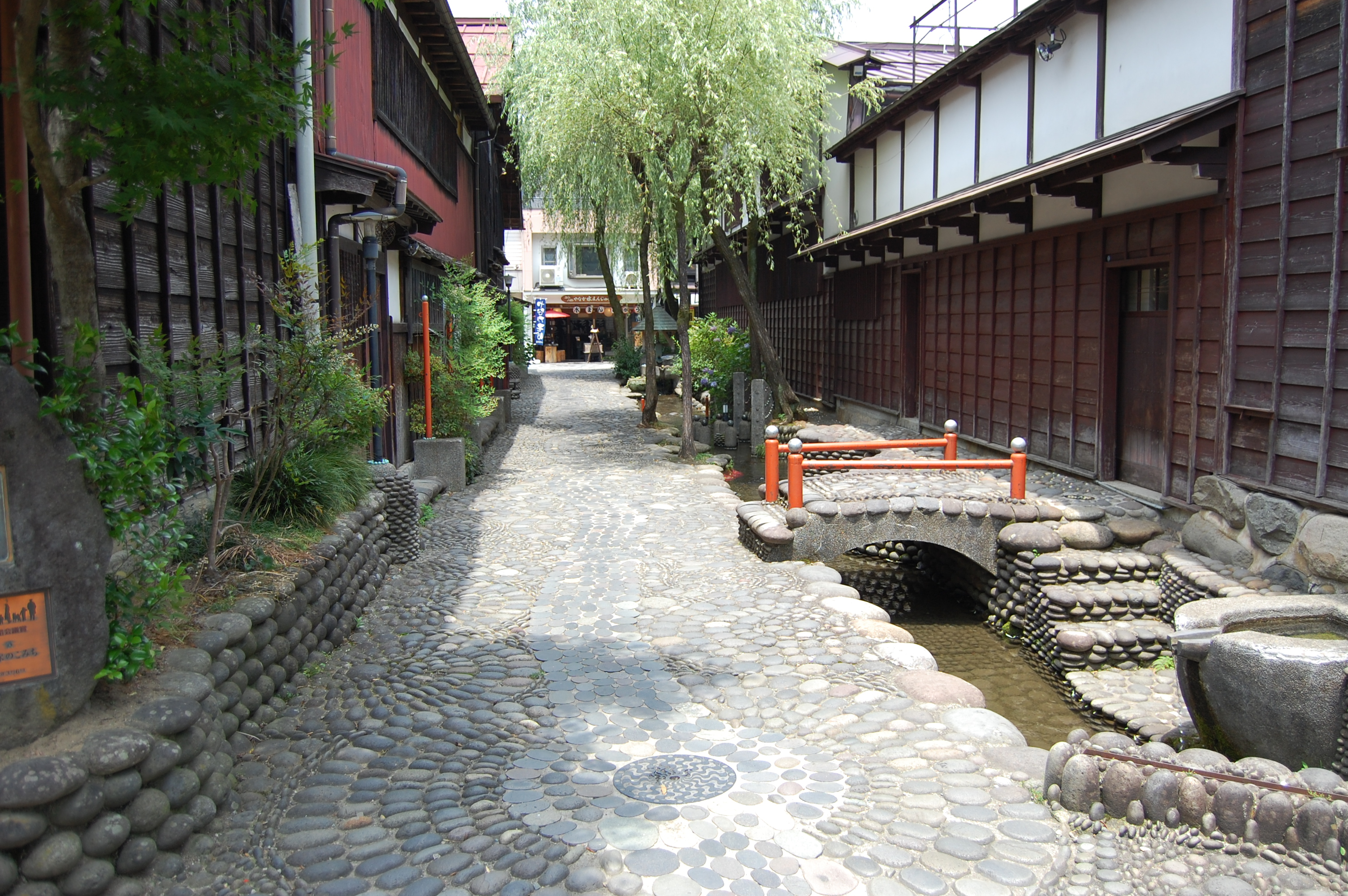
やなか水のこみち

### 其他景點

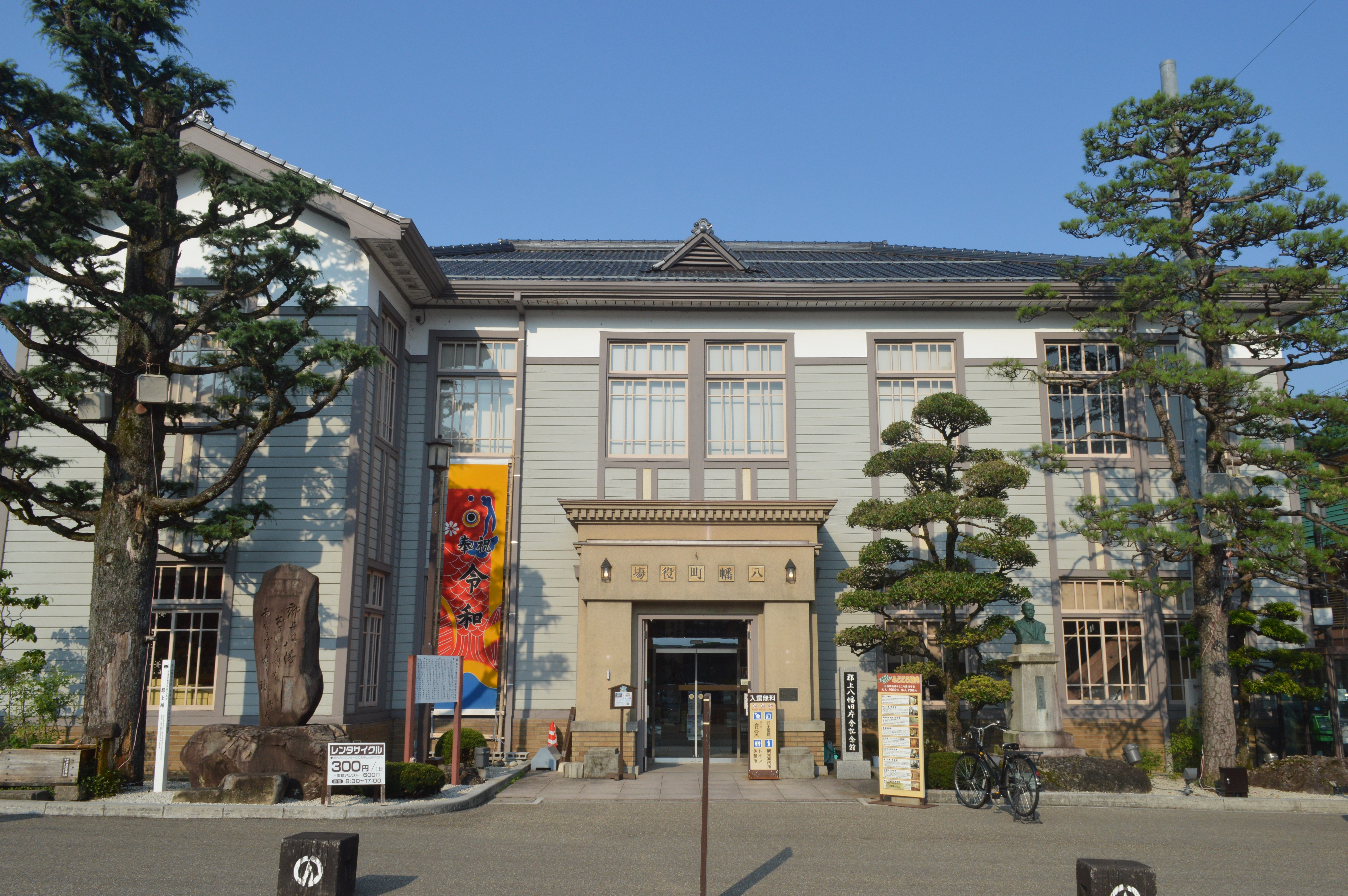
郡上八幡舊廳舎記念館

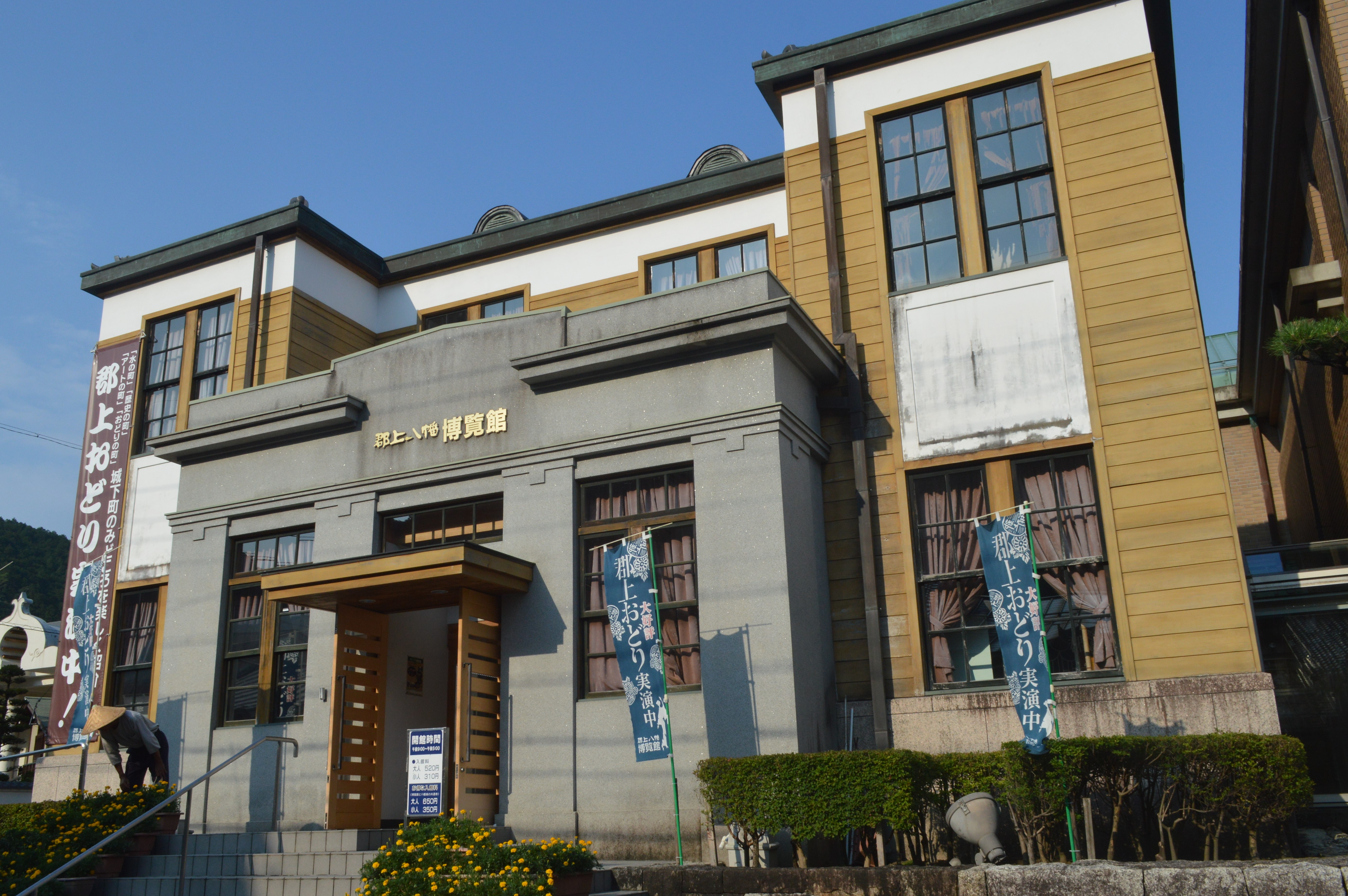
郡上八幡博覧館

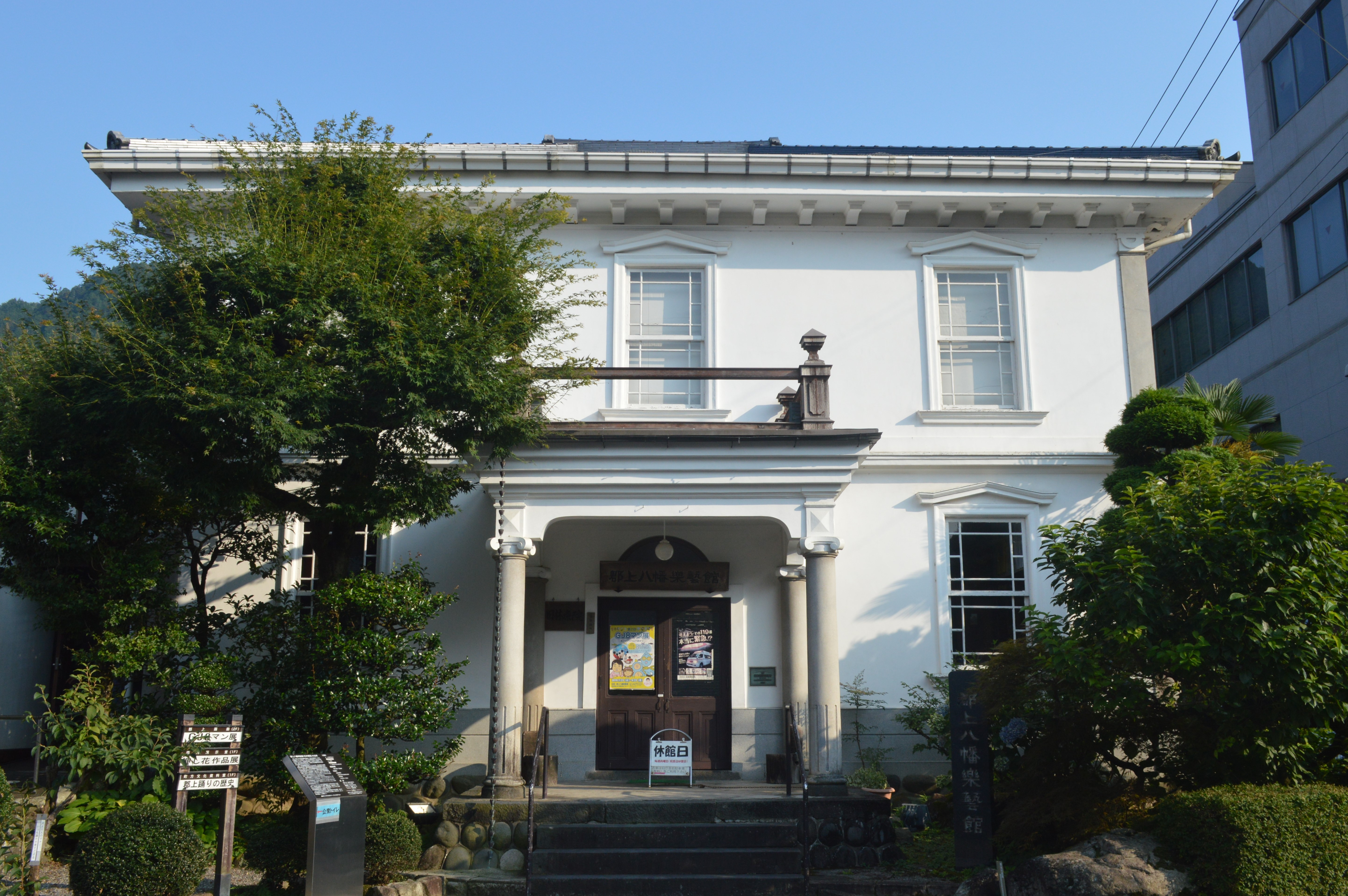
郡上八幡樂藝館

- 老街
至今仍保有城下町風格的低矮房舍（職人町・鍛冶屋町）。郡上八幡北町為國家重要傳統建造物群保存地區。
- 愛宕公園（飛驒・美濃櫻花三十三選）
- 宗祇水（名水百選）
別名「白雲水」。名水百選第一號。
- 郡上八幡城（岐阜縣史跡）
天守於1933年參考大垣城再建。是日本最古老的模擬天守，同時也是少見的木造建築。山腰的城山公園於1930年被岐阜日日新聞選為濃飛八景第七位。
- 舊八幡町役場廳舎（登錄有形文化財）
現・郡上八幡舊廳舎記念館。目前是遊客中心。1936年竣工。
- 郡上八幡博覧館
大正時代的舊稅務署廳舎。由側面介紹了郡上八幡的水・歷史・技術・舞蹈的展示設施。
- 郡上八幡樂藝館（登錄有形文化財）
1904年開業的醫院。展示施設。
- 慈恩寺
1606年，八幡城主遠藤慶隆創建。
- 安養寺
1256年創建。寶物殿藏有縣指定重要文化財的絵繪畫、古文書等。
- 大滝鍾乳洞
- 美山鍾乳洞
- 繩文鍾乳洞
- 赤谷山城跡

## 出身名人
- 平野三郎 - 岐阜縣知事。
- 村上康成 - 繪本作家。
- 毛利眞人 - 音樂作家・音樂史家。
- 岩崎瀧三 - 實業家。
- 小栗孝一 - 實業家・馬主。

## 外部連結
- 郡上市役所 （页面存档备份，存于）
- 郡上八幡観光協会 （页面存档备份，存于）
- 郡上八幡産業振興公社 （页面存档备份，存于）（郡上八幡城、郡上八幡旧庁舎記念館の紹介など）
- 郡上漁業協同組合 （页面存档备份，存于）
- 八幡町ホームページ（2004/01/21アーカイブ） - 国立国会図書館Web Archiving Project